# Konza Technopolis
 (septembre 2022).
La mise en forme du texte ne suit pas les recommandations de Wikipédia : il faut le « wikifier ».
Les points d'amélioration suivants sont les cas les plus fréquents. Le détail des points à revoir est peut-être précisé sur la page de discussion.
- Les titres sont pré-formatés par le logiciel. Ils ne sont ni en capitales, ni en gras.
- Le texte ne doit pas être écrit en capitales (les noms de famille non plus), ni en gras, ni en italique, ni en « petit »…
- Le gras n'est utilisé que pour surligner le titre de l'article dans l'introduction, une seule fois.
- L'italique est rarement utilisé : mots en langue étrangère, titres d'œuvres, noms de bateaux, etc.
- Les citations ne sont pas en italique mais en corps de texte normal. Elles sont entourées par des guillemets français : « et ».
- Les listes à puces sont à éviter, des paragraphes rédigés étant largement préférés. Les tableaux sont à réserver à la présentation de données structurées (résultats, etc.).
- Les appels de note de bas de page (petits chiffres en exposant, introduits par l'outil «  Source ») sont à placer entre la fin de phrase et le point final[comme ça].
- Les liens internes (vers d'autres articles de Wikipédia) sont à choisir avec parcimonie. Créez des liens vers des articles approfondissant le sujet. Les termes génériques sans rapport avec le sujet sont à éviter, ainsi que les répétitions de liens vers un même terme.
- Les liens externes sont à placer uniquement dans une section « Liens externes », à la fin de l'article. Ces liens sont à choisir avec parcimonie suivant les règles définies. Si un lien sert de source à l'article, son insertion dans le texte est à faire par les notes de bas de page.
- La présentation des références doit suivre les conventions bibliographiques. Il est recommandé d'utiliser les modèles {{Ouvrage}}, {{Chapitre}}, {{Article}}, {{Lien web}} et/ou {{Bibliographie}}. Le mode d'édition visuel peut mettre en forme automatiquement les références.
- Insérer une infobox (cadre d'informations à droite) n'est pas obligatoire pour parachever la mise en page.

Pour une aide détaillée, merci de consulter Aide:Wikification.
Si vous pensez que ces points ont été résolus, vous pouvez retirer ce bandeau et améliorer la mise en forme d'un autre article.
Konza Technopolis, anciennement appelée Konza Technology City, est un grand centre technologique planifié par le gouvernement kényan. Sa construction est prévue 64 km au sud de Nairobi en direction de la ville portuaire de Mombasa ,. Il est présenté comme étant un élément important du plan de développement national du Kenya, Kenya Vision 2030. En janvier 2019, le projet semblait prendre beaucoup de retard.

## Le plan
Le gouvernement kényan présente Konza Technopolis comme un projet d'externalisation des processus métier (PEPM) étant un élément clé, par l'intermédiaire du Conseil TIC Kenya (Kenya ICT Board). Il est surnommé "où commence la savane de silicium africaine ". Selon le site de Konza, le projet souhaite attirer les industries de sous-traitance, de développement de logiciels, de centres de données, de centres de reprise après sinistre, les centres d'appels et de fabrication d'assemblages légers ; et construire une faculté axé sur la recherche et la technologie ainsi que des hôtels, des zones résidentielles, des écoles et des hôpitaux. De plus, un parc scientifique, un centre de convention, des centres commerciaux, des hôtels, des écoles internationales et un établissement de santé devraient être inclus.
Le projet est destiné à être construit 64 kilomètres au sud de Nairobi en direction de la ville portuaire de Mombasa, sur un terrain de 2 000 hectares à cheval sur trois comtés, notamment  le comté de Machakos, le comté de Makueni et le comté de Kajiado sur une zone tampon de 10 kilomètres de rayon,,,. Il est estimé à 1,2 trillions de shillings kényans (environ 14,5 milliards de dollars US). Il est présenté comme un élément clé du plan de développement national du Kenya, connu sous le nom de Kenya Vision 2030,.

## Équipe de design
Le ministère de l'Information et des Communications kényan ainsi que la Société financière internationale (SFI) ont débuté le Master Delivery Partner 1 (MDP1) afin d’élaborer un plan d'affaires détaillé et un plan directeur pour la phase 1 qui a eu lieu en juillet 2012. L'expression d'intérêt pour cette mission a attiré 22 réponses des entreprises, réduites à une liste de 6. Le ministère et la SFI ont sélectionné l'équipe dirigée par la compagnie new-yorkaise HR&A Advisors, Inc., à la tête d'une équipe internationale de 6 entreprises:
- HR&A Advisors, Inc. ; Cabinet de conseil en développement immobilier et économique spécialisé dans la réalisation de schémas directeurs d'envergure.
- SHoP Architects : Une firme d'architecture et d'urbanisme réalisant le design conceptuel du pavillon de vente et le design urbain de la Phase 1.
- Dalberg Global Development Advisors : Une société internationale de conseil en stratégie avec une présence à Nairobi conseillant sur la stratégie économique, la sensibilisation des locataires et la stratégie organisationnelle pour le KOTDA.
- Centre de planification urbaine et régionale : une entreprise de planification physique basée à Nairobi qui prépare le plan de développement physique local de Konza
- OZ Architecture : Une entreprise de conception fournissant des stratégies de durabilité pour Konza.
- Tetra Tech : Une société internationale de services d'ingénierie développant les concepts d'infrastructure pour Konza.
- Dar Al-Handasah : Une société internationale de services d'ingénierie réalisant les services de supervision de la construction

## Développement
Konza Technopolis a été autorisé par le Comité des comptes du Parlement et approuvé par le gouvernement kenyan.
Le plan directeur initial de faisabilité et de concept a été préparé conjointement par Deloitte et Pell Frischmann, un cabinet de conseil en conception basé au Royaume-Uni et financé par la Société financière internationale. A ce stade, le descriptif du projet se limitait à un Parc Technologique de 280 hectares avec des activités informatique de PEPM en son cœur. Au cours de l'étude de faisabilité, Pell Frischmann a proposé une ville, Konza Technology City, pour faire du parc technologique une destination plus viable. Le gouvernement kenyan a accepté et commandé un nouveau plan directeur pour une ville de 2 000 hectares qui a été complété par Pell Frischmann.